# Rviště
Rviště (německy Kerwischt) je malá vesnice a část obce Orlické Podhůří v okrese Ústí nad Orlicí. Rviště se nachází čtyři kilometry západně od Ústí nad Orlicí. Vede jím silnice z Ústí nad Orlicí do Brandýsa nad Orlicí. Ves leží mezi kopci Zátvor a Hůrka v nadmořské výšce 410 metrů.

## Historie
První písemná zmínka o vesnici pochází z roku 1399.

## Obecní správa

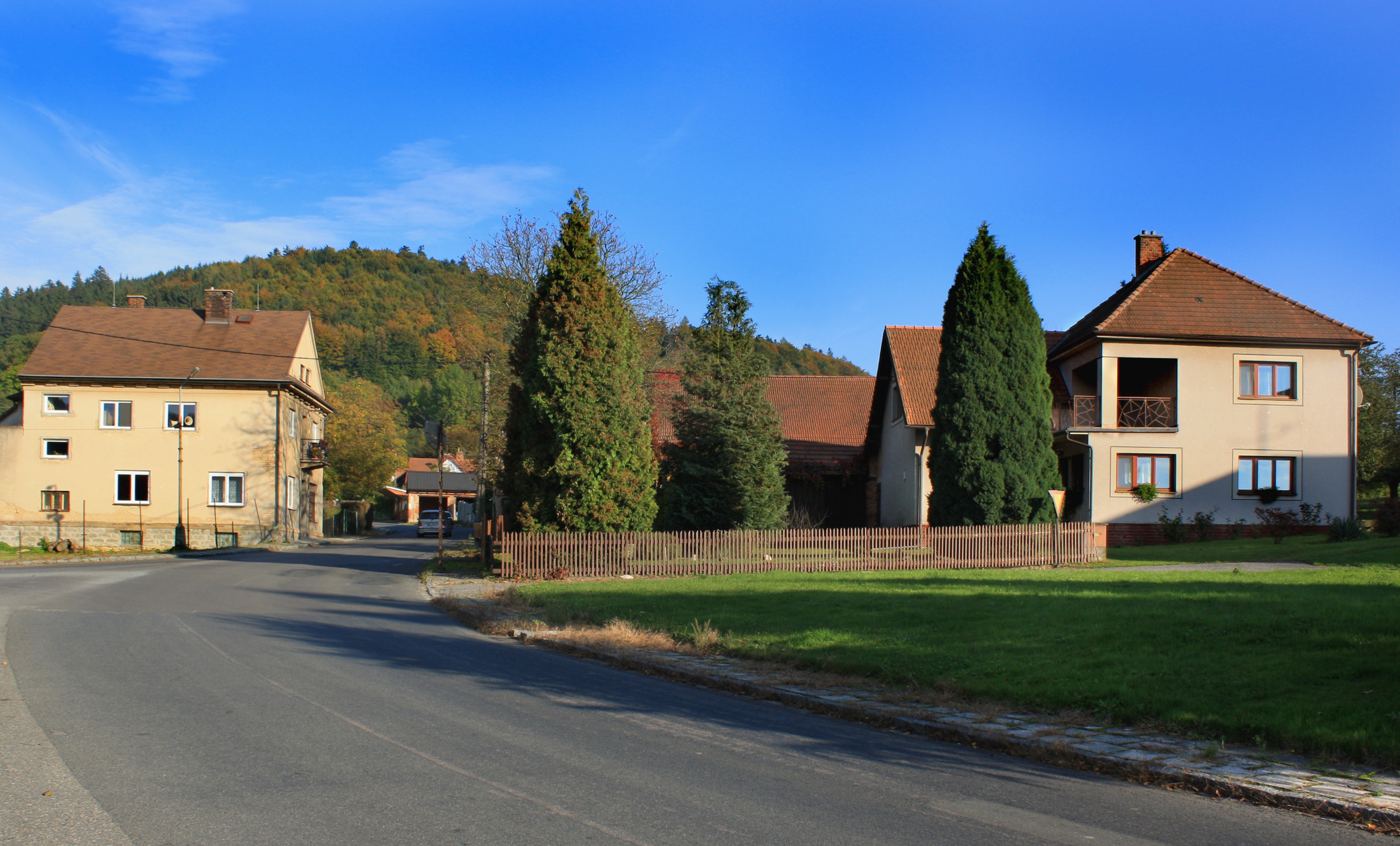
Dolní část Rviště

Do roku 1961 bylo Rviště obcí. Kromě vesnice Rviště patří katastrálně ke Rvišti ještě osady Horní a Dolní Rozsocha, Kaliště a Perná. Na jihovýchodní straně, směrem k Dobré Vodě, leží hřeben s vrcholy Zátvor (udává se výška 479 až 496 metrů) a Hůrka (546 metrů).
Roku 1949 byla ke Rvišti připojena Dobrá Voda a roku 1960 Říčky. 16. února 1961 byla celá obec Rviště přejmenována na Orlické Podhůří, název novodobě odvozený z polohy vsí v podhůří Orlických hor, a sídlo obce přesídlilo do Dobré Vody, takže název Rviště zůstal opět jen vesnici.

## Pamětihodnosti

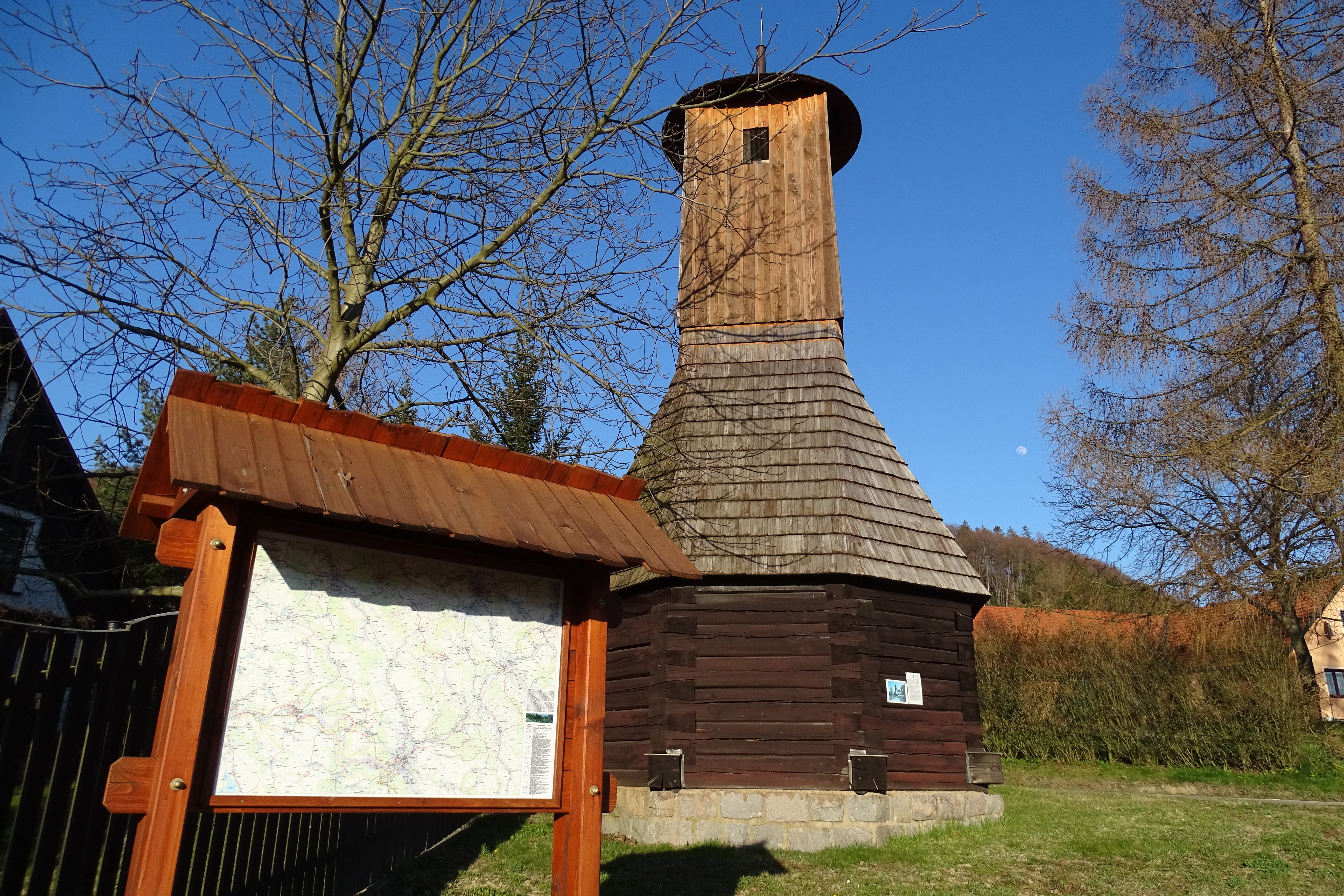
Dřevěná zvonice

- Dřevěná zvonice, která je kopií starší stavby z počátku 19. století. Původní dřevěná zvonice je poprvé doložena r. 1753. V soupisu majetku obce z roku 1853 je dřevěná zvonice uvedena v dobrém stavu. Původně stála zvonice uprostřed obce. V roce 1960 byla zbourána a na okraji obce postavena kopie původní zvonice z 18. století.
- Pomníček tří obětí letecké katastrofy dne 27. 7. 1948 na kopci Hůrka.
- Kamenný kříž u autobusové zastávky z roku 1860.
- okolní příroda, hlavně údolí Tiché Orlice a lesnaté svahy nad ní, kopce Hůrka a Zátvor